# Lardo
Il lardo è il prodotto della salagione, aromatizzazione e stagionatura dello strato di grasso che si trova appena sotto la cute del maiale. Questo taglio grasso del maiale si preleva dal collo, dal dorso e dalla parte alta dei fianchi dell'animale.

## Etimologia
Il nome lardo sarebbe da attribuire propriamente al prodotto stagionato, mentre ordinariamente sarebbe corretto chiamare "grasso fresco" il taglio di carne grassa da cui il lardo si produce, per distinguerlo dal prodotto stagionato. Tale distinzione linguistica non sempre è osservata nel linguaggio corrente.
La parola lardo deriva dal latino lār(i)dum, privo di connessioni indoeuropee chiare; in greco antico: λαρινός?, lārīnós ("ingrassato") ma non è sicuro se sia collegato alla parola latina; lardum è passato, attraverso il francese antico lard, all'inglese, oltre che al greco antico λάρδος, lárdos e al greco moderno λαρδί, lardí.

## Prodotti tipici
Il tipo di lardo più conosciuto è probabilmente il lardo di Colonnata che, per il suo gusto unico e la sua delicatezza, ha reso famosa la località toscana da cui prende nome.
La qualità del lardo dipende dalla scelta delle materie prime (dalla qualità del "grasso fresco", che deve essere di suino pesante, agli aromi con i quali viene strofinato) e dalla sapiente arte della stagionatura, che ancora oggi viene fatta nelle vasche di marmo (conche) in cui il prodotto rimane per circa 6 mesi.
Un altro tipo è il lardo di Arnad che, a differenza del precedente, viene stagionato in vasche di legno e insaporito con aromi come ginepro, alloro, noce moscata, salvia e rosmarino. Lardo di Arnad è una Denominazione di origine protetta.
Il lardo è stato riconosciuto dal Ministero delle politiche agricole alimentari e forestali come prodotto tradizionale, su proposta della Basilicata e del Piemonte.

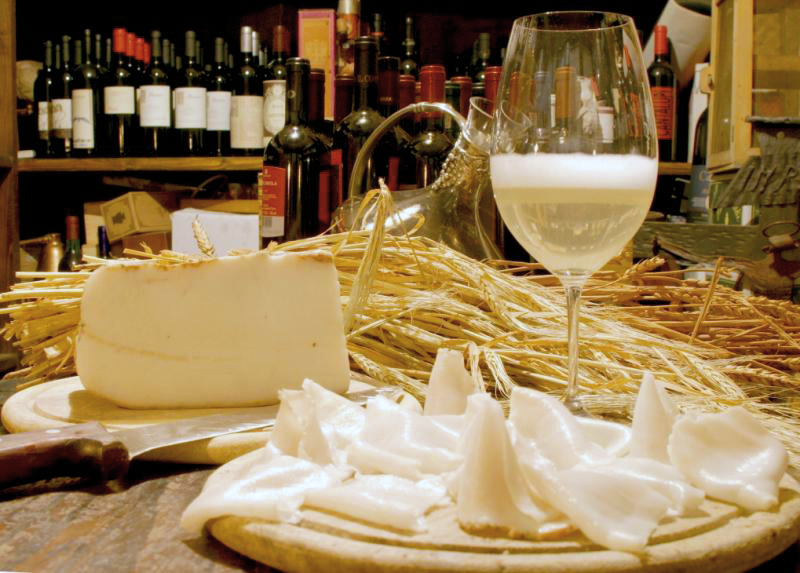
Lardo di Colonnata

## Alimenti simili
In Ucraina è tradizionale il salo, che è molto simile al lardo italiano.